# Thomas Lindet
Pour les articles homonymes, voir Lindet.
Robert-Thomas Lindet, dit Thomas Lindet, né le 13 novembre 1743 à Bernay (ancienne province de Normandie, actuel département de l'Eure), mort le 10 août 1823 dans la même ville, est un homme politique de la Révolution française.  
Il est le frère aîné de Jean-Baptiste-Robert Lindet, lui aussi homme politique de la Révolution française.  

## Biographie

### Famille

#### Origines familiales
Robert-Thomas Lindet est issu d'une famille bourgeoise. Son père, Robert Lindet, est un marchand et un négociant de bois qui épouse en 1741 Marie-Anne Jouvin. De leur union naissent quatre enfants dont Robert-Thomas est le premier : 
- Jean-Baptiste-Robert Lindet (1746-1825), lui aussi homme politique de la Révolution, député à l'Assemblée nationale législative puis à la Convention nationale, membre du Comité de Salut public entre 1793 et 1794.
- Marie Anne Thérèse Lindet (1751-1819), qui épouse, en 1772, Charles Depierre de Villeneuve, et qui entretient une importante correspondance avec ses frères durant les évènements de la Révolution.
- François Lindet (1752-1826), membre de la société populaire de Bernay.

#### Descendance
Le 18 novembre 1792, Robert-Thomas Lindet épouse, en la paroisse Sainte-Marguerite de Paris, sa gouvernante, Julie Scolastique Desplanques, née en 1759 à Gouttières, morte en 1833 à Bernay. De leur union naissent deux enfants morts en bas âge, et une fille :  
- Adèle Lindet, née le 5 floréal an VII (24 avril 1799) à Bernay[7], morte le 28 mai 1813 dans la même ville[8].

### Carrière ecclésiastique et politique

#### Sous l'Ancien Régime
Robert-Thomas Lindet effectue ses études au séminaire de Saint-Suplice. En 1772, il est ordonné curé de la paroisse Sainte-Croix de Bernay par Jacques-Marie de Caritat de Condorcet, l'évêque de Lisieux. 

#### Mandat à la Constituante
En 1789, Robert-Thomas Lindet est élu représentant du clergé pour le bailliage d’Évreux, avec Jacques de La Lande, aux États généraux.  
En février 1791, il est élu évêque d’Évreux et sacré par Jean-Baptiste Gobel, l'archevêque de Paris. Le 12 mai, il vote en faveur de l'égalité entre les hommes blancs et les hommes libres de couleur dans les colonies. 
Entre 1791 et 1792, Lindet, initialement défavorable au mariage des prêtres, adhère à cette opinion et à l'ordination d'hommes mariés face à la pénurie de prêtres. 

#### Mandat à la Convention
La monarchie constitutionnelle mise en place par la constitution du 3 septembre 1791 prend fin à l'issue de la journée du 10 août 1792 : les bataillons de fédérés bretons et marseillais et les insurgés des faubourgs de Paris prennent le palais des Tuileries. Louis XVI est suspendu et incarcéré, avec sa famille, à la tour du Temple. 
En septembre 1792, Robert-Thomas Lindet est élu député du département de l'Eure, le deuxième sur onze, à la Convention nationale. Son frère aîné, Jean-Baptiste-Robert Lindet, député à l'Assemblée nationale législative, est réélu député, le troisième sur onze.
Il siège sur les bancs de la Montagne. Lors du procès de Louis XVI, il vote la mort et rejette l'appel au peuple et le sursis à l'exécution. En avril 1793, il est absent lors du scrutin sur la mise en accusation de Jean-Paul Marat. En mai, il vote contre le rétablissement de la Commission des Douze. 
En juin, sous la présidence de Jacques-Alexis Thuriot (député la Marne), il est élu secrétaire aux côtés de René Levasseur (député de la Sarthe) et de Jacques-Nicolas Billaud-Varenne (député de Paris). Le 17 brumaire an II (7 novembre 1793), en même temps que bon nombre de ses collègues ecclésiastiques et que Gobel, il renonce solennellement à ses fonctions ecclésiastiques. 
Le 2 germinal an III (le 22 mars 1795), il prend le relais de son frère, qui prononce un long discours dans lequel il défend ses anciens collègues du Comité de Salut public. 

#### Mandat aux Anciens
Sous le Directoire, Robert-Thomas Lindet est élu député au Conseil des Anciens, tandis que l'élection de son frère cadet aau Conseil des Cinq-Cents est invalidée. Il est tiré au sort pour quitter le Conseil en prairial an VI (mai 1798). 
Lors des élections de germinal an VI (avril 1798), il est réélu député aux Anciens et son frère ainé est réélu député aux Cinq-Cents, mais leur élection est cassée par la loi du 22 floréal an VI ((11 mai 1798). 
À l'issue du coup d’État du 30 prairial an VII (18 juin 1799), Lindet est désigné commissaire du Directoire exécutif près le département de l'Eure. 
Lindet, comme son frère cadet, ne soutient pas le coup d’État du 18 brumaire an VIII (9 novembre 1799) qui porte Napoléon Bonaparte au pouvoir. Il est remplacé par Claude Masson de Saint-Amand, à la faveur de la loi du 28 pluviôse an VIII (17 février 1800) qui institue la fonction de préfet. Il se retire alors dans la vie privée et n'exerce plus de fonctions politiques. 
Lindet n'est pas visé par la loi du 12 janvier 1816 contre les régicides qui ont soutenu les Cent-Jours. Il meurt à Bernay le 10 août 1823. 

## Patrimoine
Il avait une maison en copropriété avec ses frères et sœurs, au 19 rue des Maillots à Caen qui venait du côté de leur mère et qui leur échut en 1806, représentant une valeur de 20.000 francs

## Hommage
Une rue de Bernay porte son nom.